# Jabłonna (województwo świętokrzyskie)
Jabłonna – wieś w Polsce, położona w województwie świętokrzyskim, w powiecie starachowickim, w gminie Brody.
Wierni Kościoła rzymskokatolickiego należą do parafii Najświętszej Maryi Panny Wspomożenia Wiernych w Stykowie.

## Części wsi
| SIMC    | Nazwa   | Rodzaj    |
| ------- | ------- | --------- |
| 0230898 | Majorat | część wsi |

## Historia
Wieś wymieniona jest w Słowniku geograficznym Królestwa Polskiego i innych krajów słowiańskich, Tom III str. 346:
"Jabłonna – wieś powiat Iłżecki , gmina Wierzbnik , parafia Pawłów, o 8 wiorst od Wierzbnika. Należy do dóbr Styków."
W latach 1975–1998 miejscowość administracyjnie należała do województwa kieleckiego.